# Устав Мемфис-Мицраим

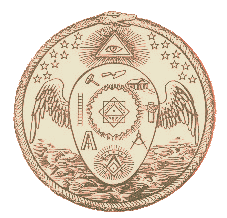
Логотип устава Мемфиса-Мицраима

Древний и изначальный устав Мемфиса-Мицраима (ДИУММ), (фр. Rite ancien et primitif de Memphis et Misraïm, англ. Ancient and Primitive Rite of Memphis-Misraïm) — общее название разных синтезированных в один уставов египетского направления масонства, известных с конца XVIII века и реорганизованных под влиянием Гарибальди в 1881 году. Наибольшая система масонских степеней за всю историю масонства. Почти все организации, практикующие устав Мемфиса и Мицраима, не признаются Объединённой великой ложей Англии и не считаются ею за масонские.
Наиболее широко устав распространён среди лож Великого востока Франции, который единственный обладает неоспоримой преемственностью и правами на него. Великий восток Франции также по праву является самым многочисленным послушанием, практикующим египетский устав Мемфиса-Мицраима в мире.
Древний и изначальный устав Мемфиса-Mицраима — один из масонских уставов. Первоначально явился интеграцией двух египетских уставов: Египетского устава Мицраима и Восточного устава Мемфиса, история развития которых началась приблизительно в 1805 году во время Египетского похода Наполеона, среди солдат которого были масоны.

## Египетский устав Мицраима
Египетский устав Мицраима (фр. «Rite de Misraïm ou égyptien», англ. «The Rite of Misraïm») — появился не ранее 1738 года. Египетский устав Мицраима был наполнен алхимической, оккультной и древнеегипетской символикой. Египетский устав Мицраима начал широко распространяться в 1814-1815 годах в Париже братьями Марком, Мишелем и Жозефом Бедарридами.
Египетский устав Мицраима основывался, прежде всего, на практике устава филадельфов Нарбонна, Египетском уставе Калиостро, в котором исследователи находят элементы, схожие с изображёнными в Волшебной флейте Моцарта, уставе Архитекторов Африки, алхимической системе Arcanum Arcanorum, а также на нескольких других французских масонских окологерметических уставов дополнительных степеней того времени. Устав был затем привезён во Францию из Египта братьями Бедаррид в 1810 году, а также распространился в Италии.
Согласно современным положениям исторических исследований, этот устав появился в Республике Венеции, вероятно, благодаря патенту, переданному Джузеппе Бальзамо (Алессандро Калиостро), который, как полагают некоторые исследователи, дал существенный толчок развитию этих ритуалов, и подготовил почву для их распространения в Европе, прежде, чем устав этот появился во франко-итальянских ложах Королевства Неаполя. Согласно одной из версий, будучи приближённым великого магистра Мальтийского ордена Мануэла Пинту да Фонсека, Калиостро учредил устав высшего египетского масонства в 1784 году. В период между 1767 и 1775 годами он якобы принял посвящение в «Arcana Arcanorum», три высшие герметические степени, от сэра рыцаря Луиджи д’Аквино, брата национального великого мастера неаполитанского масонства. В 1788 году Калиостро включил их в Египетский устав Мицраима и утвердил. Возможно, что у него есть также свои истоки происхождения в масонских эзотерических кругах области Конта-Венессена, где был якобы посвящён отец братьев Бедарридов, что по их словам произошло в 1771—1773 годах.
Вероятно, система и хартии братьев Бедарридов показались убедительными для нескольких масонов, среди которых были Тори и граф Мурэр, и которые также были связаны с другими масонами из Шотландского устава. Далее были учреждены несколько других лож, однако братья Бедарриды, оставшиеся безработными после падения Империи Наполеона, и не желавшие искать работу, не связанную с парфюмерией, начали выживать путём распространения их устава, продавая хартии, что и подтолкнуло многих братьев к тому, чтобы покинуть устав в 1816 году и просить о принятии их в «Великую консисторию» Великого востока Франции.
В период управления братьями Бедарридами в устав входили не только аристократы, но и бонапартисты и республиканцы, а также некоторые революционеры-карбонарии. Египетский устав Мицраима продолжал историю своего существования, вместе со взлётами и падениями, до 1822 года, то есть до той даты, когда, будучи использован для прикрытия политических либеральных и республиканских связей, был запрещён полицией времен Реставрации. Устав был запрещён в 1822 году после инцидента с четырьмя сержантами из Ла-Рошели и процесса над карбонариями. Ложи стали местом встреч для врагов существующего политического режима, что привело к упадку устава. Были закрыты десять лож, которые составляли данный устав, и большая часть архивов подверглась конфискации, которые теперь частично находятся в собрании национальных архивов Франции. В 1831 году устав получил разрешение на восстановление от июльской монархии, этому способствовало и восшествие на престол Луи Филиппа I в качестве 36-го Короля французов, однако воспользоваться этим смогли только четыре ложи.
В 1845 году Марк Бедаррид публикует два тома рекламной фантастической книги «О Масонском уставе Мицраима с его учреждения до наших дней, от истоков до нынешних достижений». В этой книге он излагает легенду о том, как масонство якобы вышло из пирамид, и передавалось до наших дней вначале через ессеев, затем гностиков, после них — тамплиерами, и до XVIII века — розенкрейцерами, которые и управляют, согласно излагаемой им мистификации, Египетским уставом Мицраима.

### Упадок Египетского устава Мицраима
В 1840 году умирает Жозеф Бедаррид, затем, в 1846 году умирает Марк Бедаррид, после них, в 1856 году 10 февраля умирает последний из братьев — Мишель Бедаррид, менее чем за месяц до своей смерти (24 января того же года) назначив себе преемника, некоего Ж. Т. Айера, принявшего должность верховного великого консерватора и великого мастера устава. В апреле 1862 года маршал Бернар Маньян пригласил все масонские послушания Франции присоединиться к Великому востоку Франции, но Айер и его сподвижники отказались, что позволило Египетскому уставу Мицраима продолжить независимое существование, сохраняя под своей юрисдикцией двенадцать лож. 4 мая 1864 года Айера сменяет на его посту доктор Жиро, сам же Айер становится почётным великим консерватором устава. В 1872 году Жиро передаёт полномочия великого мастера устава Ипполиту Осселену (р. 1814 — умер 1887). В 1873 году Ипполит Осселен назначает заместителем великого мастера в долинах Юга (имеется в виду юг Франции), Эмиля Комба, представлявшего ложу «Грядущее» (фр. Avenir) в Марселе. В 1874 году Египетский устав Мицраима устанавливает официальные масонские отношения с Великим востоком Франции. 27 декабря 1875 года Державное святилище египетского устава Мицраима устанавливает масонские отношения с Верховным советом ДПШУ Франции. В 1877 году Эмиль Комб налаживает отношения с Фердинандом Франсуа дельи Одди, великим мастером Великого востока Египта, работающего по Восточному уставу Мемфиса. В том же году они подписывают договор о взаимном признании. Таким образом, Эмиль Комб к своему 90° Египетского устава Мицраима прибавил 95° Восточного устава Мемфиса, став с этого момента гарантом дружбы и признания между французскими и египетскими послушаниями.
После смерти Ипполита Осселена в 1887 году его миссию продолжает его сын — Жюль Осселен, унаследовав права и преемственность на работы по Египетскому уставу Мицраима. Устав пребывал в упадке, и примерно в 1890 году последние масоны- мицраимиты объединились в одну оставшуюся ложу: «Арк-ан-Сьель». 19 ноября 1890 года были установлены масонские отношения, и подписаны договоры о признании регулярности с Верховным великим генеральным советом устава Мемфиса и Мицраима долины Неаполя (образовавшегося после слияния Египетского устава Мицраима и Восточного устава Мемфиса при Гарибальди).
Начиная с 1877 года, во Франции возникли сложности и междоусобицы в масонстве, связанные с актуализацией и развитием движения за реформы основополагающих масонских принципов — веры в единого Бога и бессмертие души. Возникли они вследствие того, что по инициативе протестантского священника Фредерика Десмона, состоявшего в Великом востоке Франции, в ложах Великого востока Франции была упразднена ландмарка о вере в Высшую Сущность (Бога) — что позволило более консервативно настроенным Ложам рассматривать данное решение ВВФ как нарушение и попытку отхода от основополагающих принципов масонства. В 1891 году эти настроения оказали влияние и на Египетский устав Мицраима. Великий секретарь устава Шайу, и ряд братьев, разделявших его точку зрения, предлагали, по образцу ВВФ заменить обязательную веру в Великого Архитектора Вселенной и бессмертие души республиканскими ценностями — «Свободой, Равенством и Братством» (фр. Liberté, égalité, fraternité), признания которых было бы достаточным для вступления в ложи Египетского устава Мицраима, и дальнейшего пребывания и продвижения в нём. Поскольку большинство братьев устава отрицательно отнеслось к попытке проведения таких реформ, Шайу и его сторонники учинили раскол. Таким образом, в последние годы XIX века Египетский устав Мицраима существовал во Франции в виде двух конкурирующих ветвей:
1. Древний египетский устав Мицраима, под руководством Жака Вийераля, насчитывавший две ложи, состоящие из последовавших за Шайу членами послушания.
2. Великая ложа Мицраима, под руководством Жюля Осселена, в которую входили парижские мастерские Египетского устава Мицраима: «Радуга», «Неопалимая купина и Пирамиды» и ложа «Грядущее» в Марселе[29].

В конечном итоге, в начале XX века ветвь Древнего египетского устава Мицраима прекратила самостоятельное существование, влившись в Великий восток Франции. В 1896 году доктор Жерар Анкосс (Папюс), был приглашён в ложу «Радуга» на открытое («белое», то есть не ритуальное) собрание, основным поводом проведения которого являлась конференция, посвящённая мартинистской традиции, и выступил с речью о традиции Мартинизма и Ордене мартинистов. Однако, несмотря на это, в связи с отрицательным отношением ряда братьев ложи к спиритуализму, теургии, и церемониальной магии, Папюсу было дважды отказано в принятии в ложу (в том же, 1896 году, и в 1897 году). Все это спровоцировало разногласия в ложе «Радуга», остававшейся к тому времени единственной регулярно действующей ложей под эгидой Великой ложи Мицраима. В 1899 году ложа «Радуга» разделилась на две: одна ложа под руководством Абеля Хаатана, в которую вошли противники Папюса, и другая ложа под руководством Жюля Осселена, в которой сосредоточились братья, являвшиеся друзьями Папюса, в том числе и Ивон Ле Луп (1871—1926) более известный под псевдонимом Поль Седир. В 1901 году ложа «Радуга» Абеля Хаатана слилась с Древним египетским уставом Мицраима, который двумя годами позже растворился в Великом востоке Франции. И в том же, 1901 году посвящение в Египетский устав Мицраима, в ложе Жюля Осселена, получил Папюс.
В течение 1901—1908 годов Египетский устав Мицраима «засыпает» во Франции, и прекращает всяческую деятельность. Папюс продолжает дело развития уже объединённого устава Мемфиса-Мицраима. Некоторый «ренессанс» Египетский устав Мицраима переживает только в 1956 году, когда его «пробуждает» Робер Амбелен. В том же, 1956 году, в декабре, собирается конвент в Брюсселе, на котором формируется Международный верховный совет единого устава Мицраима, великим иерофантом которого становится Жан-Анри Пробст-Бирабен. Впоследствии он разделился на две ветви: «Великую ложу устава Мицраима», «Великую французскую ложу Мицраима».

### Степени Египетского устава Мицраима
Изначально, на первых этапах становления, до 1813 года, устав носил наименование «Египетского устава Мисфраима» (фр. «Rite de Misphraïm ou égyptien»), и до 1810 года имел всего 77° посвящения. В период между 1811—1813 годами происходит увеличение числа степеней до окончательной системы из 90°. По свидетельству Рагона, это произошло вследствие получения братьями Бедаррид от Верховного совета Неаполя знаменитой неаполитанской системы «Arcana Arcanorum» Калиостро, которую они сразу же встроили в систему устава Мицраима.
Система и иерархия Египетского устава Мицраима состояла из девяноста степеней (90°) посвящения, сгруппированных в четыре корпуса:
Само наполнение Египетского устава Мицраима представляет собой синтез Устава филадельфов Нарбонна, Египетского устава Калиостро, Устава магов Мемфиса, устава Архитекторов Африки, около алхимической системы Arcanum Arcanorum и политического Тамплиеризма. Державные великие мастера и иерофанты устава претендовали на право управлять всеми масонскими ложами в мире.
Чарльз Гекерторн, историк масонства конца 19 века утверждает, что посвятительные испытания при приёме в доп. степени устава были тяжелы и продолжительны; они основывались на описаниях Египетских и Элевсинских мистерий. В первых двух корпусах доп. степеней основоположники устава, пытались совместить все верования и установления Шотландского масонства с Египетскими мистериями, а в двух последних отделениях сосредоточили все свои представления об алхимических и каббалистических познаниях жрецов этих стран, оставив последним трём степеням верховное управление орденом.
Египетский устав Мицраима подвергался критике, со стороны некоторых исследователей, в частности, именно за свою огромную (90° степеней) систему посвящения, а также за централизованное управление уставом главами ордена, которые бессменно правили им в течение жизни. Такая система управления не устраивала демократически настроенных исследователей, как из среды членов других уставов, так и из среды некоторых историков XIX века.
Градусы Египетского устава Мицраима в соответствии со статутами 1816 г.
I серия – символические градусы
1 класс
- 1° Ученик
- 2° Подмастерье
- 3° Мастер

2 класс
- 4° Тайный Мастер
- 5° Совершенный Мастер
- 6° Мастер по Любопытству, или Тайный Секретарь
- 7° Мастер во Израиле, или Надзиратель и Судия
- 8° Английский Мастер

3 класс
- 9° Избранник IX
- 10° Избранник Неведомого
- 11° Избранник XV
- 12° Совершенный Избранник
- 13° Достославный

4 класс
- 14° Шотландец Троицы
- 15° Шотландский Подмастерье
- 16° Шотландский Мастер
- 17° Шотландский Панисьер
- 18° Мастер-Шотландец
- 19° Шотландец JJJ, или Трёх J
- 20° Шотландец Священного Свода Иакова VI
- 21° Шотландец Святого Андрея

5 класс
- 22° Малый Архитектор
- 23° Великий Архитектор
- 24° Архитектор
- 25° Ученик Совершенный Архитектор
- 26° Подмастерье Совершенный Архитектор
- 27° Мастер Совершенный Архитектор
- 28° Совершенный Архитектор
- 29° Возвышенный Шотландец
- 30° Возвышенный Шотландец Хередома

6 класс
- 31° [Рыцарь] Царской Арки
- 32° [Рыцарь] Великой Секиры (или Великой Арки)
- 33° Возвышенный Рыцарь Избранник, Начальник I серии

II серия – философские градусы
7 класс
- 34° Рыцарь Возвышенного Избранничества
- 35° Прусский Рыцарь
- 36° Рыцарь Храма
- 37° Рыцарь Орла
- 38° Рыцарь Чёрного Орла
- 39° Рыцарь Красного Орла
- 40° Рыцарь Белого Востока
- 41° Рыцарь Востока

8 класс
- 42° Командор Востока
- 43° Великий Командор Востока
- 44° Архитектор Державных Командоров Храма
- 45° Князь Иерусалимский

9 класс
- 46° Державный Князь Розы и Креста Килвиннинга и Хередома
- 47° Рыцарь Запада
- 48° Возвышенный Философ
- 49° I Хаос, Тайный
- 50° II Хаос, Мудрец
- 51° Рыцарь Солнца

10 класс
- 52° Верховный Командор Звезд
- 53° Возвышенный Философ
- 54° I Клави-Масонский [градус], Рудокоп
- 55° II Клави-Масонский [градус], Мойщик
- 56° III Клави-Масонский [градус], Суфлёр
- 57° IV Клави-Масонский [градус], Плавильщик
- 58° Истинный Масон Адепт
- 59° Державный Избранник
- 60° Властитель Властителей
- 61° Мастер Лож
- 62° Высочайший и Весьма Могучий
- 63° Рыцарь Палестины
- 64° Рыцарь Белого Орла
- 65° Великий Избранный Рыцарь Кадош, Великий Инспектор
- 66° Великий Инквизитор Командор, Начальник II серии

III серия – мистические градусы
11 класс
- 67° Благодетельный Рыцарь
- 68° Рыцарь Радуги
- 69° Рыцарь Бануки, или Кануки, иначе именуемый Хинарот
- 70° Весьма Мудрый Князь Израэлит

12 класс
- 71° Державный Князь Талмудим
- 72° Державный Князь Цадиким
- 73° Великий Харам

13 класс
- 74° Державный Великий Князь Харам
- 75° Державный Князь Хасид

14 класс
- 76° Державный Великий Князь Хасид
- 77° Великий Инспектор, Интендант Генеральный Регулятор Ордена

IV серия – каббалистическая
15 класс	
Державные Князья 78°, 79°, 80° и 81°
16 класс
Державные Князья 82°, 83°, 84°, 85° и 86°
17 класс – административный
- 87° Державный Великий Князь, Великий Министр, Представитель Ордена в I серии
- 88° Державный Великий Князь, Великий Министр, Представитель Ордена во II серии
- 89° Державный Великий Князь, Великий Министр, Представитель Ордена в III серии
- 90° Державный Абсолютный Великий Мастер, Верховная Власть Ордена

18 класс – Неаполитанский устав	
Arcana Arcanorum (87°, 88°, 89°, 90°)

## Восточный устав Мемфиса

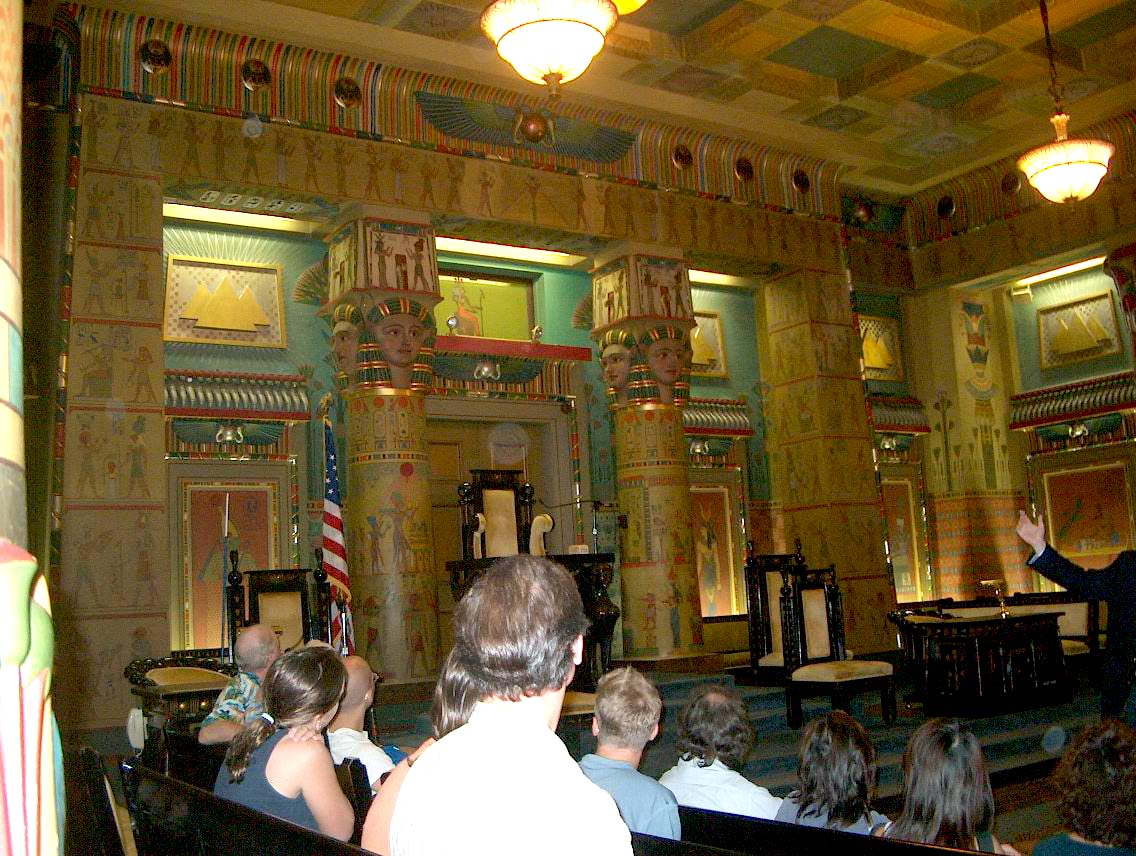
Убранство ложи египетского масонства в Филадельфии.

«Восточный устав Мемфиса» (фр. «Rite de Memphis ou oriental», англ. «Oriental Rite of Memphis») учредил Самюэль Они, уроженец Каира, и Габриэль-Матье Маркони, купец, уроженец Монтобана. Устав был учреждён в ложе «Последователи Мемфиса», основанной 30 апреля 1815 года в Монтобане. Самюэль Они утверждал, что привез этот устав в Монтабан из Каира в 1814 году, однако документальных свидетельств, подтверждающих это, не существует. В 1838 году Габриэль-Матье Маркони передаёт все права на устав своему сыну, Жаку Этьену Маркони де Нэгру.
Жак Этьен Маркони де Нэгр в 1838 году развивал Восточный устав Мемфиса, как самостоятельный вариант Египетского устава Мицраима, объединявшего элементы политического храмовничества и светского рыцарства, а также иных духовных рыцарских орденов с египетской мифологией. Существовало, минимум две ложи (фр. «Osiris» и фр. «Des Philadelphes») в Париже, и ещё две («La Bienveillance» и «De Heliopolis») в Брюсселе, а также несколько приверженцев в Англии. Устав имел успех среди лож с преобладанием военных. Он явно тяготел к политической и революционной деятельности, но в 1841 году приостановил свою работу, возможно, по причине репрессий, последовавших за вооружённым восстанием Societe des Saisons Огюста Бланки в 1839 году. После свержения короля Луи-Филиппа в 1848 году Восточный устав Мемфиса был возрождён 5 марта силами входившего в устав социалиста и члена Временного правительства Луи Блана, отвечавшего также за национальные мастерские. С 21 апреля начался расцвет Верховного совета Восточного устава Мемфиса, который продолжался вплоть до поражения революции в октябре, когда устав был запрещён.
В 1850 г. в Лондоне была основана ложа «Последователей Менеса» (фр. «Les Sectateurs de Menes»), вскоре набравшая популярность среди беженцев из Франции. Примерно в десяти ложах на тот момент были беженцы из Франции, и главной из них стала Великая ложа филадельфов, открытая в Лондоне 31 января 1851 г. и существовавшая до конца 1870-х годов. В это время в ней состояли около 100 человек, часто называемых филадельфами.
Маркони де Нэгр также внедрил устав Мемфиса в Америку приблизительно в 1856 году, и там он получил широкое распространение с 1861 году благодаря Великому мастеру Гарри Сеймуру.
К 1856 году организации Восточного устава Мемфиса были учреждены в США, Румынии, Австралии и Швейцарии Жаком Этьеном Маркони де Нэгром. Но уже в 1862 году Маркони де Нэгре передал все права на устав Мемфиса Великому востоку Франции. Во время Гражданской войны устав в США потерял очень много своих членов, и от этой потери он не мог оправиться долгое время.
В 1856 году Бенуа Декень, ранее исключённый из послушания секретарь Северного общества типографов заявил, что высшие степени устава Мемфиса — лишние, недемократичные и несовместимые с идеалами масонского равенства. Несмотря на попытки Жана Филибера Бержо закрыть ложу филадельфов, её члены избрали своим мастером Эдуара Бенуа, после чего эта группа братьев обрела широкую известность благодаря причастности к формированию революционной политики. Однако ложи «Гимнософисты» и «Авенир» согласились с Бержо. В 1860 году количество степеней было сокращено до 33, а к 1866 году Бержо всё-таки закрыл ложи доп. степеней, и большинство «гимнософистов» вошли в ложу «Филадельфов».
В Египте данный устав развивался довольно быстро с 1873 года вплоть до воцарения короля Фарука. Его возглавлял Сальваторе Авентюр Золя, великий иерофант, впоследствии отрекшийся от своей должности, и перешедший в католицизм, мотивируя свой выбор большей действенностью католических молитв, чем тех сведений, которые он получал в своём уставе.
В 1881 году оба устава были объединены Джузеппе Гарибальди, тем самым положив начало Древнему и изначальному уставу Мемфиса-Мицраима. ДИУММ активно развивался Жаном Брико, и наследовавшим ему Констаном Шевийоном.
После Второй мировой войны устав возглавил Робер Амбелен, и управлял им до 1985 года. В 1998 году, после беспрецедентного раскола в уставе, связанного с уходом преемника Робера Амбелена — Жерара Клоппеля с поста великого международного мастера, ДИУММ вне лона Великого востока Франции продолжает существовать в виде нескольких взаимно не признаваемых и враждующих ветвей, в основном во Франции.

### Градусы Восточного устава Мемфиса
Градусы устава Мемфиса в соответствии с книгой Маркони де Нэгра «Святилище Мемфиса» (1849)
- 1° Ученик
- 2° Подмастерье
- 3° Мастер

I серия – символические градусы
1 класс
- 4° Тайный Мастер
- 5° Мастер Архитектор
- 6° Возвышенный Мастер
- 7° Верный и Совершенный Мастер
- 8° Рыцарь Избранников
- 9° Рыцарь Избранник Девяти
- 10° Рыцарь Избранник Пятнадцати
- 11° Возвышенный Рыцарь Избранник
- 12° Рыцарь Великий Мастер Архитектор
- 13° Рыцарь Царской Арки

2 класс
- 14° Рыцарь Священного Свода
- 15° Рыцарь Меча
- 16° Рыцарь Иерусалима
- 17° Рыцарь Востока
- 18° Рыцарь Князь Розы и Креста Хередома
- 19° Рыцарь Князь Запада
- 20° Рыцарь Великий Понтифик Иерусалима
- 21° Рыцарь Великий Мастер Храма Мудрости
- 22° Рыцарь Ноахит, или Башни
- 23° Рыцарь Ливана
- 24° Рыцарь Скинии
- 25° Рыцарь Красного Орла
- 26° Рыцарь Медного Змея
- 27° Рыцарь Святого Града

3 класс
- 28° Рыцарь Храма
- 29° Рыцарь Иоана, или Солнца
- 30° Рыцарь Святого Андрея
- 31° Рыцарь Кадош, Великий Инспектор
- 32° Великий Инквизитор Командор
- 33° Державный Князь Царственного Таинства
- 34° Рыцарь Великий Инспектор
- 35° Великий Командор Храма

II серия
4 класс
- 36° Рыцарь Филалет
- 37° Доктор Планисфер
- 38° Мудрец Шиваист
- 39° Князь Зодиака
- 40° Возвышенный Герметический Философ
- 41° Рыцарь Семи Звезд
- 42° Рыцарь Семицветной Арки
- 43° Рыцарь Верховный Командор Звезд
- 44° Возвышенный Понтифик Исиды
- 45° Царь Пастырь Кущей
- 46° Князь Священной Долины
- 47° Мудрец Пирамид

5 класс
- 48° Философ Самофракии
- 49° Титан Кавказа
- 50° Дитя Лиры
- 51° Рыцарь Феникса
- 52° Возвышенный Скальд
- 53° Рыцарь Сфинкса
- 54° Рыцарь Пеликана
- 55° Возвышенный Мудрец Лабиринта
- 56° Понтифик Кадмии
- 57° Возвышенный Маг
- 58° Князь Брахман
- 59° Понтифик Огигии
- 60° Рыцарь Скандинавии
- 61° Рыцарь Храма Истины

6 класс
- 62° Мудрец Гелиополя
- 63° Понтифик Митры
- 64° Хранитель Святилища
- 65° Рыцарь Истины
- 66° Возвышенный Кави
- 67° Весьма Мудрый Муни
- 68° Великий Архитектор Таинственного Града

III серия
- 69° Возвышенный Князь Священной Завесы
- 70° Толкователь Иероглифов
- 71° Орфический Целитель
- 72° Страж Трёх Огней
- 73° Страж Невыразимого Имени
- 74° Верховный Мастер Мудрости
- 75° Державный Князь Сенатов Ордена

7 класс
- 76° Державный Великий Мастер Мистерий
- 77° Верховный Мастер Слоки
- 78° Целитель Священного Огня
- 79° Целитель Священных Вед
- 80° Возвышенный Рыцарь Золотого Руна
- 81° Возвышенный Рыцарь Лучезарного Треугольника
- 82° Возвышенный Рыцарь Грозной Сады
- 83° Возвышенный Рыцарь Теософ
- 84° Державный Великий Инспектор Ордена
- 85° Великий Защитник Ордена
- 86° Возвышенный Мастер Лучезарного Кольца (или Света)
- 87° Великий Генеральный Регулятор Ордена
- 88° Возвышенный Князь Масонства
- 89° Возвышенный Мастер Великого Делания
- 90° Возвышенный Рыцарь Кнеф
- 91° Державный Князь Мемфиса, Начальник правительства Ордена
- 92° Державный Князь Магов Святилища Мемфиса[44]

## Древний и изначальный устав Мемфиса-Мицраима

### Объединение Египетских уставов
25 октября 1876 года, незадолго до своего разочарования в египетском масонстве, Великий иерофант Восточного устава Мемфиса Сальватор Золя жалует 95° и 96° устава, вместе с пожизненным титулом Великого мастера Державного святилища Египта полководцу, революционеру, и идеологу объединения Италии, Джузеппе Гарибальди, в войсках которого он сражался в Италии.
В начале 1880-х годов Восточный устав Мемфиса, погружённый в сон во Франции, продолжал существовать в США, Великобритании, Египте и Италии. Частичное объединение уставов начало происходить в Неаполе. Джон Яркер, являвшийся носителем преемственности Реформированного устава Мемфиса 33° (тридцати трёх степеней), учреждённого в Каттании в 1876 году назначил своим делегатом и полномочным представителем в Неаполе Джамбаттиста Пессино.
В 1881 году Джузеппе Гарибальди являвшийся в то время уже Великим иерофантом Восточного устава Мемфиса, и одновременно с этим Великим Иерофантом Египетского устава Мицраима, решил слить воедино оба эти устава, для усиления политической стабильности в стране и лучшего контроля над ними. Он инициировал процедуры соединения двух Египетских уставов, однако их окончательное объединение произошло только в 1889 году, уже после смерти Джузеппе Гарибальди, прервавшей его жизнь 2 июня 1882 года. С этого момента начинается история Древнего и Изначального устава Мемфиса и Mицраима.

### Папюс и Древний и изначальный устав Мемфиса и Мицраима
После упадка устава во Франции в середине XIX века, в 1906 году с разрешения и по законно выданной Хартии, доктор Жерар Анкосс (Папюс), епископ Гностической церкви и основатель Ордена мартинистов приступил к созданию ДИУММ во Франции. В создании устава во Франции участвуют Шарль Детре (Тедер), Теодор Ройсс, а также, до 1908 года Рене Генон. К 1910 году в Париже действуют уже как минимум две ложи — «INRI» и «Humanidad». В том же 1910 году они получили масонское признание от Великого востока Франции, которое после смерти Папюса было отозвано.
В 1913 году в Париже появляется Великая национальная ложа Франции (ВНЛФ), которая сразу же получает масонское признание от ОВЛА. Данная юрисдикция проводила масонские работы по Исправленному шотландскому уставу (фр. Rite écossais rectifié), которому Папюс симпатизировал, ввиду того воздействия, которое на данный устав (ИШУ) оказал Жан-Батист Виллермоз, ученик Мартинеса де Паскулиса, и сподвижник Луи Клода де Сен-Мартена в Ордене Избранных коэнов, от которого вёл свою историю Орден Мартинистов Папюса. В 1914 году Папюс, как глава Ордена Мартинистов, и одновременно, глава Древнего и изначального устава Мемфиса-Мицраима во Франции, начинает переговоры с Великим мастером ВНЛФ Эдуардом де Рибокуром, с целью учредить под его эгидой ряд масонских лож, которые бы работали по Исправленному шотландскому уставу. Папюс ушёл добровольцем на фронт, где работал врачом полевого госпиталя, пока его не комиссовали, по причине заражения туберкулёзом, от которого он и умер 25 октября 1916 года.

### Древний и изначальный устав Мемфиса-Мицраима после Папюса
Преемником Папюса на посту главы Великого мастера Ордена мартинистов, равно как и на посту Великого мастера Древнего и изначального устава Мемфиса-Мицраима был избран Шарль Детре (Тедер). 29 октября 1916 года Тедер принимает руководство и над Каббалистическим орденом Розы+Креста основанным в конце XIX века Станисласом де Гуайтой. Однако, ввиду ряда обстоятельств, Тедеру не хватало ни сил, ни времени для активной работы по ДИУММ, и годы его правления примечательны лишь активной интенсификацией сближения ДИУММ с Орденом мартинистов чем многие мартинисты были недовольны.

### Египетское масонство ДИУММ и Робер Амбелен
После Второй мировой войны Устав возглавил Робер Амбелен, и управлял им до 1985 года. С 1961 года, в поисках масонского признания своей организации Мемфиса-Мицраима, Робер Амбелен начинает переговоры с Жаном Корнелием, бывшим Командором «Великой коллегии Уставов» ВВФ. В своём письме от 14 марта 1961 года Амбелен просит о реинтеграции его устава в лоно ВВФ. Однако, ему в этом было отказано, поскольку Великий восток Франции имеет свои собственные и более древние и правильные права на устав Мемфиса и Мицраима. В 1998 году, после беспрецедентного раскола в уставе, связанного с уходом преемника Робера Амбелена — Жерара Клоппеля с поста Великого международного мастера, ДИУММ вне Великого востока Франции продолжает существовать в виде нескольких взаимно не признаваемых ветвей, в основном во Франции.

### Дальнейшее распространение ДИУММ
В 1984 году Робер Амбелен назначает Жерара Клоппеля Великим мастером для Франции, а в 1985 году — Всемирным великим мастером устава Мемфиса-Мицраима со всей полнотой и властью преемственности по своей линии. Жерар Клоппель также унаследовал пост руководителя в Посвятительном Ордене мартинистов (l’Ordre Martiniste Initiatique), который действует и в настоящее время.
Он вышел в отставку со своего поста в 1998 году, доверив пост Всемирного великого мастера Шейкне Силле (Cheikna Sylla). Практически сразу после этого устав Мемфиса-Мицраима по всему миру, и в особенности во Франции, постиг беспрецедентный раскол.
К 2011 году в мире из наиболее крупных объединений существуют:
1. Великая французская ложа устава Мемфиса-Мицраима
2. Великая смешанная ложа устава Мемфиса-Мицраима
3. Великая Символическая ложа Франции
4. Великая традиционная ложа устава Мемфиса-Мицраима[60]

Великую традиционную ложу Мемфиса-Мицраима Жерар Клоппель создал в 1998 году и тогда же и аффилировался в неё.
Кроме этого, существуют следующие объединения:
1. Адриатическое великое святилище Мемфиса-Мицраима, имеющее своё представительство во Франции и работающее тайно[61]
2. Восточный древний и изначальный орден Мемфиса-Мицраима, связанный с Орденом Гермеса-Михаила, под руководством Патрика Ж. Петри, работающий в традиции «Arcana Arcanorum»[2]
3. Державное святилище Германии устава Мемфиса-Мицраима по линии преемственности от Теодора Ройсса, пробуждённое Вильке Лотаром на основе преемственности от Рудольфа Штайнера. Смешанная ложа «Три Розы на Эльбе» (Zu den drei Rosen auf der Elbe) при Востоке Гамбурга является наиболее активной ложей египетского масонства, действующей вне лона Великого востока Франции[62].
4. Великая женская ложа устава Мемфиса-Мицраима, первый раскол в которой произошёл в 1970 году, когда из неё вышло большинство сестер ложи «Дельта», и основала при Востоке Сен-Жермена-ан-Лэ ложу с отличительным титулом «Маат Мемфиса». С тех пор Великая женская ложа выдержала и другие расколы, и из неё вышло большинство других женских ветвей Устава[2].
5. Великая международная женская ложа Мемфиса-Мицраима. Вышла из состава Великой женской ложи Мемфиса-Мицраима при очередном расколе[2].

Различные менее значимые ветви Древнего и изначального устава Мемфиса-Мицраима, находящиеся вне лона Великого востока Франции, в виде немногочисленных групп (обычно по 10-15 человек) распространены в разных странах мира. В конце XX века, после раскола, некоторые ветви Древнего и изначального устава Мемфиса-Мицраима испытали своего рода ренессанс, и теперь существуют в во многих странах.

## Отличия ДИУММ от других уставов масонства

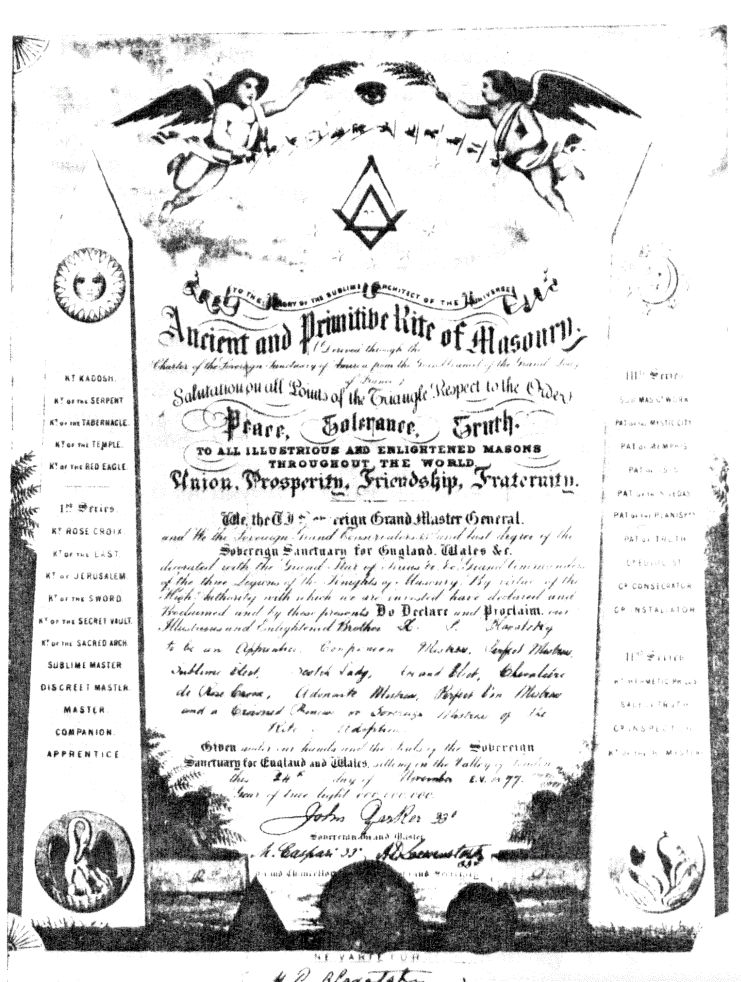
Диплом о масонском посвящении в степени Древнего и изначального устава масонства, составлявшего тогда первые 33 градуса устава Мемфиса и Мицраима, выданный Джоном Яркером Елене Петровне Блаватской

Древний и изначальный устав Мемфиса-Мицраима ближе к масонским учениям, в том виде, в каком они были проповеданы в XVIII веке Египетским ритуалом Калиостро.
Отличия в ритуальной практике Древнего и изначального устава Мемфиса-Мицраима от прочих масонских послушаний касаются, в первую очередь, внешнего антуража, особых «египетских» облачений, убранства храмов, изображения Всевидящего ока и офицерских званий. В ритуале ученического и мастерского посвящений присутствует фантастический рассказ о традиции посвящения от мистерий древнего Египта и Атлантиды, хотя в общем и целом, как суть, так и фразеология ритуалов остаются общемасонскими.
Как и в ДПШУ, с которым ДИУММ конкурировал исторически, и с которого копировал многие аспекты, и даже ритуалы степеней и структуру, степени Древнего и изначального устава Мемфис-Мицраим содержат своеобразные «посвящения» кандидата в практически все известные в XIX веке мировые эзотерические традиции. Просто в Египетском уставе этих традиций больше. К примеру, индуистское учение с большими или меньшими вариациями излагается в степенях «Патриарха Вед», «Князя Брамина», «Рыцаря священного огня» и ещё двух, а некая загадочная грузинская традиция — в степени «Титан Кавказа», и т. п..
Всего посвятительных степеней в современных уставах Мемфиса и Древнего и изначального устава Мемфиса-Мицраима девяносто девять, тогда как в системе Великого востока Франции их тридцать три, согласно реформе, проведённой после передачи ВВФ всех прав на устав Маркони де Нэгре.
Большинство современных организаций, практикующих устав Мемфиса-Мицраима, имеют внутри своей структуры так называемую гностическую церковь, членство в которой, для продвижения в высших степенях устава в этих организациях является обязательным. Разные ветви устава могут афишировать наличие внутри их организации собственной церкви, другие ветви могут стараться это тщательно скрывать.

## Степени ДИУММ
В данном уставе проводится посвящение в 99 степеней (для первых 33 существуют отдельные ритуалы посвящения), степени сгруппированы в четыре класса, начинающиеся с 4-й степени и идущие до 99-й включительно. У данного устава, в силу того, что он был первоначально задуман как египетский, существуют и собственные версии первых трёх символических степеней, уникальные и являющиеся основным официальным ритуалом великих лож.
Наравне с системой из 99 степеней, существует система из 33 градусов, практикуемая в ложах Великого востока Франции, ведущая свою преемственность от Маркони де Нэгре, передавшего все права на устав Великому востоку Франции.

### Перечень степеней Древнего и изначального устава Мемфиса-Мицраима
В Древнем и изначальном уставе Мемфиса-Мицраима 99 степеней посвящения.
Символическая ложа:
- 1° Ученик
- 2° Подмастерье
- 3° Мастер

Структура высших степеней, так называемое «философское масонство» с 4° по 33°
Неизрекаемые степени (Ложа усовершенствования – «красное масонство»):
- 4° Тайный Мастер
- 5° Совершенный Мастер
- 6° Ближний Секретарь
- 7° Надзиратель и Судья
- 8° Смотритель Построек
- 9° Мастер Избранник Девяти
- 10° Достославный Избранник Пятнадцати
- 11° Верховный Рыцарь Избранник
- 12° Великий Мастер Архитектор
- 13° Сотоварищ Царственного Свода
- 14° Великий Избранник Священного Грота

Исторические и философские степени (Капитул Розы и Креста – «красное» масонство):
- 15° Рыцарь Востока, или Меча
- 16° Князь Иерусалимский
- 17° Рыцарь Востока и Запада
- 18° Рыцарь Розы и Креста

Традиционные и рыцарские степени (Ареопаг Кадошей – «чёрное» масонство): 
- 19° Великий Первосвященник, или Шотландский Рыцарь Небесного Иерусалима
- 20° Рыцарь Храма
- 21° Ноахид, или Прусский Рыцарь
- 22° Рыцарь Царственной Секиры, Князь Ливанский
- 23° Начальник Скинии
- 24° Князь Скинии
- 25° Рыцарь Медного Змея
- 26° Шотландский Рыцарь Троицы, Князь Милости
- 27° Великий Командор Храма
- 28° Рыцарь Солнца, или Князь Адепт
- 29° Великий Шотландский Рыцарь Святого Андрея, Князь Света

Административные степени («белое» масонство):
- 30° Рыцарь Чёрного и Белого Орла, Великий Избранник, Рыцарь Кадош
- 31° Великий Командор Инспектор Инквизитор
- 32° Возвышенный Князь Царственной Тайны

Почётная степень:
- 33° Верховный Великий Генеральный Инспектор

Структура мудрости и устойчивости:
Степени с 34° по 95° составляют герметическое, или эзотерическое масонство – Суверенное Святилище.
Гностико-герметические степени устава:
- 34° Рыцарь Скандинавии
- 35° Возвышенный Командор Храма
- 36° Возвышенный Негоциант
- 37° Рыцарь Шота, Мудрец Истины
- 38° Возвышенный Избранник Истины и Красного Орла
- 39° Великий Избранник Эонов
- 40° Мудрец Саваист, или Совершенный Мудрец
- 41° Рыцарь Радуги, или Рыцарь Семицветной Арки
- 42° Князь Света
- 43° Возвышенный Герметический Мудрец (Герметический Философ)
- 44° Князь Зодиака
- 45° Возвышенный Мудрец Мистерий
- 46° Возвышенный Пастырь Кущей
- 47° Рыцарь Семи Звезд
- 48° Возвышенный Страж Священной Горы
- 49° Возвышенный Мудрец Пирамид
- 50° Возвышенный Философ Самофракии
- 51° Возвышенный Титан Кавказа
- 52° Мудрец Лабиринта
- 53° Рыцарь (или Мудрец) Феникса
- 54° Возвышенный Скальд
- 55° Возвышенный Орфический Целитель
- 56° Понтифик, или Мудрец Кадмийский
- 57° Верховный Маг
- 58° Мудрец, или Князь Брахман
- 59° Возвышенный Мудрец, или Великий Первосвященник Огигии
- 60° Верховный Страж Трёх Огней
- 61° Возвышенный Неведомый Философ
- 62° Возвышенный Мудрец Элевсина
- 63° Верховный Кави
- 64° Мудрец Митры
- 65° Патриарх Верховный Учредитель
- 66° Патриарх Великий Освятитель
- 67° Патриарх Великий Панегирист
- 68° Патриарх Истины
- 69° Рыцарь Златой Ветви Элевсина
- 70° Патриах Планисфер
- 71° Патриарх Священных Вед
- 72° Верховный Мастер Мудрости
- 73° Целитель Священного Огня
- 74° Возвышенный Мастер Слоки
- 75° Рыцарь Ливийской Цепи
- 76° Патриарх Исиды
- 77° Возвышенный Рыцарь Теософ
- 78° Великий Первосвященник Фиваиды
- 79° Рыцарь Грозной Сады
- 80° Возвышенный Избранник Святилища
- 81° Патриарх Мемфиса
- 82° Великий Избранник Храма Мидгарда
- 83° Возвышенный Рыцарь Долины Одди
- 84° Целитель Изедов
- 85° Возвышенный Мастер Лучезарного Кольца
- 86° Первосвященник Сераписа
- 87° Возвышенный Князь Масонства
- 88° Великий Избранник Священного Двора
- 89° Патриарх Мистического Града
- 90° Верховный Мастер Великого Делания
- 91° Верховный Патриарх, Великий Заступник Устава
- 92° Верховный Катехизатор
- 93° Великий Генеральный Инспектор Управитель
- 94° Верховный Патриарх Князь Мемфиса

Державное святилище:
- 95° Патриарх, Великий Консерватор Устава, член Международного Державного Святилища
- 96° Национальный Великий Мастер
- 97° Заместитель Всемирного Великого Мастера, национальный Великий Мастер в нескольких
- 98° Международный Великий Мастер
- 99° Великий Международный Иерофант, Всемирный Великий Мастер Устава

Перечень степеней изложен по книге «Ambelain Freemasonry-Olden-Timess». Также перечень степеней приводится в «Энциклопедии масонства» Артура Эдварда Уэйта.

### Перечень степеней Изначального устава Мемфиса 33 градусов
Градусы Древнего и Изначального устава (устав Мемфиса из 33 градусов) в соответствии с «Конституцией» Джона Яркера от 1875 г.
Символическое масонство:
1 класс
- 1° Ученик
- 2° Подмастерье
- 3° Мастер

I серия – Капитул Розы и Креста
2 класс
- 4° Тайный Мастер
- 5° Возвышенный Мастер
- 6° Рыцарь Священной Арки
- 7° Рыцарь Тайного Свода

3 класс
- 8° Рыцарь Меча
- 9° Рыцарь Иерусалима
- 10° Рыцарь Востока
- 11° Рыцарь Розы и Креста

II серия – Сенат Герметических Философов
4 класс
- 12° Рыцарь Красного Орла
- 13° Рыцарь Храма
- 14° Рыцарь Скинии
- 15° Рыцарь Змея
- 16° Мудрец Истины
- 17° Герметический Философ

5 класс
- 18° Рыцарь Кадош
- 19° Рыцарь Царственного Таинства
- 20° Великий Инспектор

III серия – Великий Совет
6 класс
- 21° Патриарх Великий Учредитель
- 22° Патриарх Великий Освятитель
- 23° Патриарх Великий Евлогист
- 24° Патриарх Истины
- 25° Патриарх Планисфер
- 26° Патриарх Священных Вед
- 27° Патриарх Исиды
- 28° Патриарх Мемфиса
- 29° Патриарх Мистического Града
- 30° Возвышенный Мастер Великого Делания

Административный класс
- 31° Великий Защитник Устава
- 32° Князь Мемфиса
- 33° Патриарх Великий Консерватор[38]

### Степени «Arcanum Arcanorum»
Степени от 87° до 90° являются степенями Arcanum Arcanorum:
- 87° Возвышенный Князь Масонства
- 88° Великий Избранник Священного Двора
- 89° Патриарх Мистического Града
- 90° Верховный Мастер Великого Делания

Именно они «составляет всю философию истинного устава Мицраима» и дают «фундаментальное объяснение взаимоотношений между человеком и Богом через посредничество небесных духов».
Согласно мнению некоторых историков масонства учение этих градусов было скрыто даже от самых продвинутых членов устава Мицраима, и многие видные члены не были допущены к этим степеням. Именно по этой причине эти степени часто заменялись и заменяются административными, где степени от 87° до 90° служат лишь для отличия руководителей устава. Вся юрисдикция устава была создана таким образом, что даже Верховный хранитель не всегда был допущен к секретам Arcana Arcanorum.
Секреты Arcana Arcanorum были внесены в устав шевалье Луиджи д’Акино, который был другом Калиостро. Жан Маллинжер в своей работе «Неизвестный» утверждает, что «параллели между некоторыми местами Arcana Arcanorum и традициями устава Калиостро поразительны».

## Критика Древнего и изначального устава Мемфиса-Мицраима
Реформатор и руководитель другой ветви масонства — ДПШУ, на тот момент конкурирующей с уставом Мемфиса-Мицраима, Великий командор материнского «Верховного Совета 33-го градуса Древнего и принятого шотландского устава Южной Юрисдикции для Соединённых Штатов Америки» Альберт Пайк в своей статье «The Spurious Rites of Memphis and Misraim» после крупного конфликта с юрисдикцией устава Мемфиса и Мицраима в США, после передачи прав на степени устава во Франции Великому востоку Франции Жаком Этьеном Маркони де Нэгром критиковал устав. В своей критике Пайк признавал права устава Мемфиса на работу в Символических степенях, однако отзывался о Высших степенях как о бессмысленных, и по его мнению, ничего не несущих, обвиняя руководителей устава в том, что они якобы получали за эти степени прибыль.
Философ А. Г. Дугин, вслед за Рене Геноном, в своих книгах «Конспирология» и «Война Континентов», утверждает, что устав «Мемфис-Мицраим» является наиболее опасной и «контринициатической» разновидностью «египетской» масонерии. При этом они утверждают, что своими корнями данный устав уходит к сектам почитателей богов Сета и Молоха, а некоторые члены устава по ночам превращаются в оборотней. Дугин вслед за Геноном критикует Древний и изначальный устав Мемфиса-Мицраима за то, что устав выдвигает на первый план низшие аспекты человеческого существа и общества в целом, и предполагает индивидуализм и радикальный антропоцентризм, скептицизм и иронию по отношению к идеальному, сверхчеловеческому измерению жизни.